# Houssay (cràter)
Houssay és un cràter d'impacte situat a la cara oculta de la Lluna, prop del Pol Nord lunar. Es troba al nord-est i directament adjacent al cràter Nansen. Altres cràters veïns són Bosch (al nord-nord-est) i Cai Lun (al sud-sud-est).

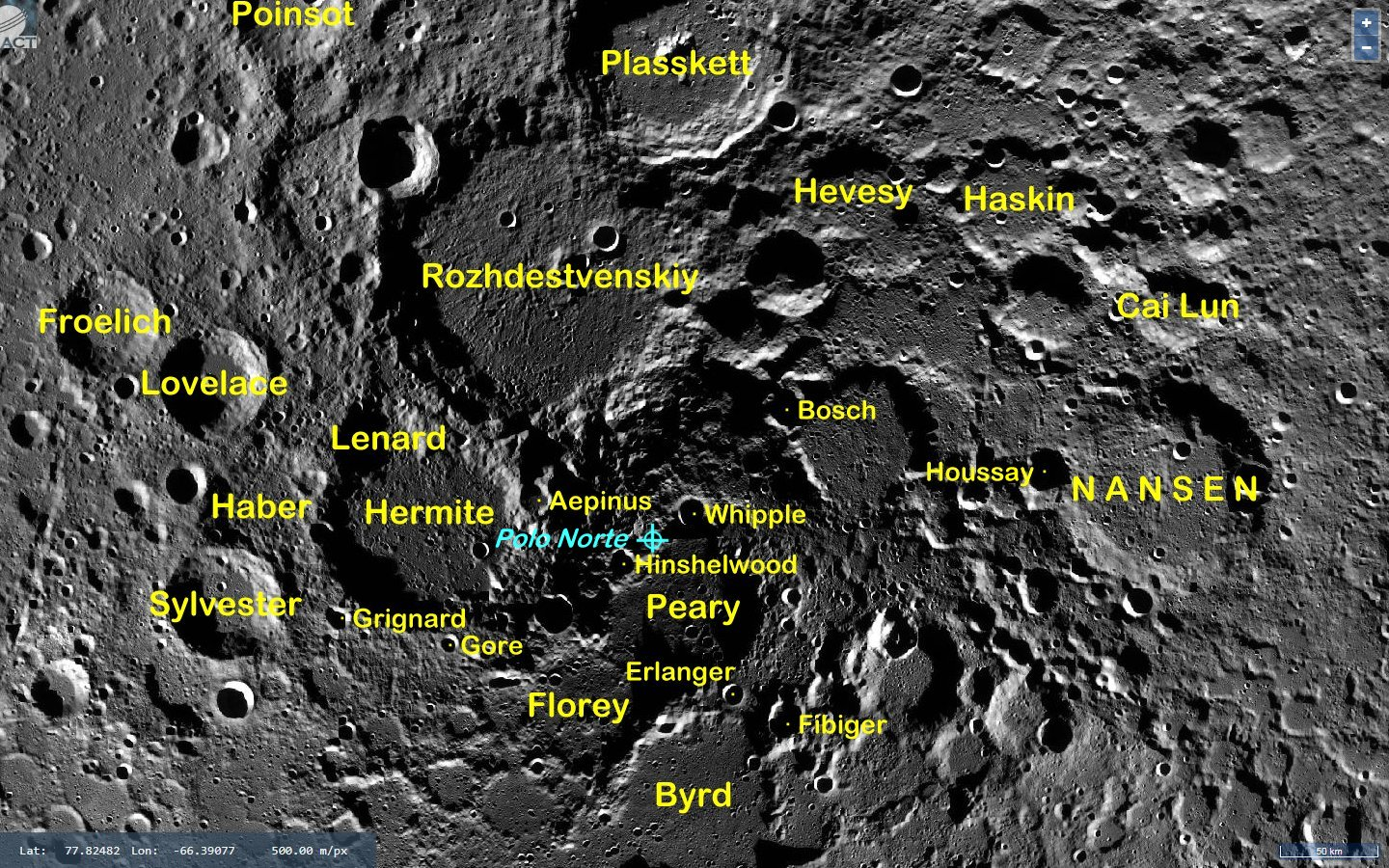
Localització de Houssay (centre dreta de la imatge)
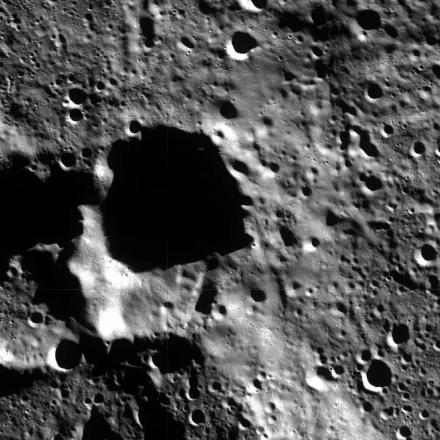
Fotografia de la missió LRO

És un cràter de forma poligonal, considerablement desfigurat per l'efecte de successius impactes. La seva vora està marcada per una sèrie de cràters de diverses mides, amb la part sud-est coberta per una petita cadena de cràters. La part inferior de la conca del cràter, per la seva proximitat al Pol Nord lunar, es troba en una obaga permanent.
La UAI li va assignar en l'any 2009 el nom del fisiòleg argentí Bernardo Alberto Houssay (1887-1971).